# Antonín Cekota
Antonín Cekota (13. ledna 1899 Napajedla - 17. října 1995 Batawa) byl reklamní expert, publicista, šéf Baťových médií.

## Život
Narodil se v rodině ševce Antonína a matky Ludviky, rozené Tabarové. Přestože se vyučil zedníkem, ještě před vznikem Československa nastoupil do firmy Zapletal ve Zlíně jako obuvnický dělník. Po vzniku republiky krátce sloužil jako dobrovolník v armádě. V roce 1919 nastoupil k Baťovi, v letech 1920–1921 získal vzdělání na obuvnické škole v Pardubicích.
Následující dva roky absolvoval vojenskou prezenční službu. V roce 1922 se vrátil k Baťovi jako mistr a modelář, krátce pracoval i jako prodavač. Oženil se s Bělou (roz. Sovovou).

## Baťův tiskový šéf
Poté, co u Bati prošel obvyklým kolečkem, zakotvil v podnikové propagaci a postupně se vypracoval na šéfa tiskového oddělení. Řídil osm firemních časopisů a nakladatelství Tisk Zlín.
Hodně cestoval do zahraničí, kde čerpal zkušenosti z reklamní branže, které potom uplatňoval v Československu.
Byl členem Syndikátu československých novinářů.

## Baťovské časopisy[1]
- Zlín (od 1931)
- Zlín – pondělník (od 1931)
- O. K. G. (Obuv – Kůže – Guma, od 1932)
- Výběr (od 1933)
- Průkopník (od 1934)
- Der Pionier (od 1934)
- Weltblick (od 1936)

## Okupace a exil
Na začátku německé okupace ho zatklo gestapo. Po propuštění odešel do exilu, kde dál pracoval pro Baťu - v Kanadě ve vedení podniku zastupoval Tomáše J. Baťu.
V exilovém nakladatelství ’68 Publishers manželů Škvoreckých vydal knihu Geniální podnikatel Tomáš Baťa, která je dosud považována za bibli podnikání.